# Calyptranthes portoricensis
Calyptranthes portoricensis är en myrtenväxtart som beskrevs av Nathaniel Lord Britton. Calyptranthes portoricensis ingår i släktet Calyptranthes och familjen myrtenväxter. IUCN kategoriserar arten globalt som starkt hotad.
Artens utbredningsområde är Puerto Rico. Inga underarter finns listade i Catalogue of Life.